# Стрельников (хутор)
Стрельников — хутор в Яковлевском городском округе Белгородской области России.

## География
Расположен на левом берегу реки Северский Донец.
Рядом с хутором проходит просёлочная дорога, южнее него находится урочище Новооскочное.

## Население
| 2002 | 2010 |
| ---- | ---- |
| 0    | →0   |